# Parafia Najświętszej Maryi Panny Anielskiej w Dąbrowie Górniczej
Parafia Najświętszej Maryi Panny Anielskiej w Dąbrowie Górniczej – rzymskokatolicka parafia położona w dekanacie dąbrowskim – Najświętszej Maryi Panny Anielskiej, diecezji sosnowieckiej, metropolii częstochowskiej, Dąbrowie Górniczej, województwie śląskim w Polsce.

## Historia
Parafia została erygowana 2 lutego 1891 przez biskupa kieleckiego Tomasza Teofila Kulińskiego początkowo jako parafia Świętego Aleksandra, a od 2 sierpnia 1898, kiedy biskup ten położył kamień węgielny pod budowę nowej świątyni, jako parafia Najświętszej Maryi Panny Anielskiej.

## Proboszczowie
Źródło: 
| Proboszcz              | Lata działania w parafii |
| ---------------------- | ------------------------ |
| Józef Dutkiewicz       | 1891 – 1896              |
| Józef Sikorski         | 1896 – 1897              |
| Grzegorz Augustynik    | 1897 – 1902              |
| Jan Kołakiewicz        | 1902 – 1906              |
| Grzegorz Augustynik    | 1906 – 1916              |
| Stanisław Mazurkiewicz | 1916 – 1933              |
| Stefan Niedźwiedzki    | 1933 – 1945              |
| Stanisław Ufnarski     | 1945 – 1955              |
| Jan Domarańczyk        | 1955 – 1968              |
| Stanisław Buchalski    | 1968 – 1979              |
| Henryk Danielewski     | 1979 – 1994              |
| Jan Leks               | 1994 – 2006              |
| Andrzej Stasiak        | 2006 – 2025              |
| Mirosław Sołtysek      | od 2025                  |